# Exosphaeroma laevis
Exosphaeroma laevis är en kräftdjursart som först beskrevs av Baker 1910.  Exosphaeroma laevis ingår i släktet Exosphaeroma och familjen klotkräftor. Inga underarter finns listade i Catalogue of Life.